# Jacksonville Jaguars 2010
La stagione 2010 dei Jacksonville Jaguars è stata la 16ª della franchigia nella National Football League, l'ottava con come capo-allenatore Jack Del Rio. A differenza della stagione precedente, la squadra fece registrare il tutto esaurito in tutte le otto gare interne.

## Scelte nel Draft 2010
| Ordine | Ordine | Giro            | Ruolo              | College           |
| Giro   | Scelta | Giro            | Ruolo              | College           |
| ------ | ------ | --------------- | ------------------ | ----------------- |
| 1      | 10     | Tyson Alualu    | Defensive tackle   | California        |
| 3      | 74     | D'Anthony Smith | Defensive tackle   | Louisiana Tech    |
| 5      | 143    | Larry Hart      | Outside linebacker | Central Arkansas  |
| 5      | 153    | Austen Lane     | Defensive end      | Murray State      |
| 6      | 180    | Deji Karim      | Running back       | Southern Illinois |
| 6      | 203    | Scotty McGee    | Kick returner      | James Madison     |

## Roster
| Roster dei Jacksonville Jaguars nel 2010 |
| --- |
| Quarterback - 4 Todd Bouman - 9 David Garrard Running Back - 44 Brock Bolen FB - 23 Rashad Jennings - 33 Greg Jones FB - 32 Maurice Jones-Drew - 35 Deji Karim - 24 Montell Owens FB Wide Receiver - 81 Kassim Osgood - 11 Mike Sims-Walker - 80 Mike Thomas - 19 Tiquan Underwood Tight End - 89 Marcedes Lewis - 86 Zach Miller - 88 Zach Potter - 85 Ernest Wilford Offensive Linemen - 78 Jordan Black T - 73 Eben Britton T - 72 Kevin Haslam T - 67 Vince Manuwai G - 63 Brad Meester C - 75 Eugene Monroe T - 77 Uche Nwaneri C/G - 66 Justin Smiley G Defensive Linemen - 93 Tyson Alualu DT - 99 Landon Cohen DT - 69 Leger Douzable DT - 59 Larry Hart DE - 91 Derrick Harvey DE - 74 Aaron Kampman DE - 96 Terrance Knighton DT - 92 Austen Lane DE - 94 Jeremy Mincey DE Linebacker - 50 Russell Allen OLB - 54 Alvin Bowen LB - 58 Jacob Cutrera LB - 56 Justin Durant OLB - 97 Aaron Morgan OLB - 55 Kirk Morrison ILB - 52 Daryl Smith OLB Defensive Back - 41 Tyron Brackenridge CB - 22 Don Carey CB - 37 Sean Considine SS - 26 Michael Coe CB - 21 Derek Cox CB - 36 Courtney Greene SS - 31 David Jones CB - 27 Rashean Mathis CB - 29 William Middleton CB - 20 Anthony Smith FS Special Team - 48 Jeremy Cain LS/LB - 3 Adam Podlesh P - 10 Josh Scobee K Lista delle riserve - 51 Kyle Bosworth OLB - 87 Jarett Dillard WR - 62 John Estes C - 16 Nate Hughes WR - 54 Freddy Keiaho LB - 12 Luke McCown QB - 17 Chris McGaha WR - 30 Scotty McGee CB - 53 Bryan Smith LB - 95 D'Anthony Smith DT - 43 Terrell Whitehead FS Squadra di allenamento - 76 Daniel Baldridge OT - 47 Mike Caussin TE - 25 John Destin CB - 18 Lance Long WR - 17 John Matthews WR - 98 Kommonyan Quaye DT - 5 Brett Ratliff QB - 60 Bradley Vierling C 53 attivi, 16 inattivi, 8 nella squadra di allenamento, 0 free agent |
| Legenda - I rookie sono in corsivo. - Il primo ruolo è il principale mentre gli eventuali successivi indicano i ruoli secondari. - (IR) sta per Injured Reserve ed indica la lista ristretta per un solo giocatore infortunato che può tornare ad allenarsi dopo la settimana 6 e a rientrare in prima squadra dopo che questa ha giocato 8 partite. - (NF-Inj.) / (NF-Ill.) stanno rispettivamente per Non-Football Injured e Non-Football Illness ed indicano le liste dove viene inserito un giocatore che ha un infortunio o una malattia non dipendente dal football americano. - (PUP) sta per Physically Unable to Perform ed indica la lista dove viene inserito un giocatore mentre è in attesa di recuperare la condizione fisica. Nella stagione regolare dopo la sesta partita giocata dalla propria squadra, il giocatore ha tempo tre settimane per riprendere ad allenarsi, più tre settimane aggiuntive dal suo rientro agli allenamenti per rientrare in prima squadra. |

## Calendario

### Stagione regolare
| Stagione regolare                                             |                    |                    |                       |                    |                    |                         |                    |                    |
| Turno                                                         | Data               | Ora (ET)           | Avversario            | Risultato          | Risultato          | Stadio                  | TV                 | Sintesi            |
| Turno                                                         | Data               | Ora (ET)           | Avversario            | Punteggio          | Record             | Stadio                  | TV                 | Sintesi            |
| 1                                                             | 12/9               | 1:00 p.m. EDT      | Denver Broncos        | V 24–17            | 1–0                | EverBank Field          | CBS                | Recap              |
| 2                                                             | 19/9               | 4:15 p.m. EDT      | at San Diego Chargers | S 13–38            | 1–1                | Qualcomm Stadium        | CBS                | Recap              |
| 3                                                             | 26/9               | 4:05 p.m. EDT      | Philadelphia Eagles   | S 3–28             | 1–2                | EverBank Field          | Fox                | Recap              |
| 4                                                             | 3/10               | 4:05 p.m. EDT      | Indianapolis Colts    | V 31–28            | 2–2                | EverBank Field          | CBS                | Recap              |
| 5                                                             | 10/10              | 1:00 p.m. EDT      | at Buffalo Bills      | V 36–26            | 3–2                | Ralph Wilson Stadium    | CBS                | Recap              |
| 6                                                             | 18/10              | 8:30 p.m. EDT      | Tennessee Titans      | S 3–30             | 3–3                | EverBank Field          | ESPN               | Recap              |
| 7                                                             | 24/11              | 1:00 p.m. EDT      | at Kansas City Chiefs | S 20–42            | 3–4                | Arrowhead Stadium       | CBS                | Recap              |
| 8                                                             | 31/10              | 1:00 p.m. EDT      | at Dallas Cowboys     | V 35–17            | 4–4                | Cowboys Stadium         | CBS                | Recap              |
| 9                                                             | Settimana di pausa | Settimana di pausa | Settimana di pausa    | Settimana di pausa | Settimana di pausa | Settimana di pausa      | Settimana di pausa | Settimana di pausa |
| 10                                                            | 14/11              | 1:00 p.m. EST      | Houston Texans        | V 31–24            | 5–4                | EverBank Field          | CBS                | Recap              |
| 11                                                            | 21/11              | 1:00 p.m. EST      | Cleveland Browns      | V 24–20            | 6–4                | EverBank Field          | CBS                | Recap              |
| 12                                                            | 28/11              | 1:00 p.m. EST      | at New York Giants    | S 20–24            | 6–5                | New Meadowlands Stadium | CBS                | Recap              |
| 13                                                            | 5/12               | 1:00 p.m. EST      | at Tennessee Titans   | V 17–6             | 7–5                | LP Field                | CBS                | Recap              |
| 14                                                            | 12/12              | 1:00 p.m. EST      | Oakland Raiders       | V 38–31            | 8–5                | EverBank Field          | CBS                | Recap              |
| 15                                                            | 19/12              | 1:00 p.m. EST      | at Indianapolis Colts | S 24–34            | 8–6                | Lucas Oil Stadium       | CBS                | Recap              |
| 16                                                            | 26/12              | 1:00 p.m. EST      | Washington Redskins   | S 17–20 (DTS)      | 8–7                | EverBank Field          | Fox                | Recap              |
| 17                                                            | 2/1                | 4:15 p.m. EST      | at Houston Texans     | S 17–34            | 8–8                | Reliant Stadium         | CBS                | Recap              |
| NOTA: Gli avversari della propria division sono in grassetto. |                    |                    |                       |                    |                    |                         |                    |                    |